# Młody Bukowski
Młody Bukowski – album studyjny polskich raperów Filipka i Fouxa. Wydawnictwo ukazało się 30 czerwca 2017 nakładem wytwórni muzycznej QueQuality w dystrybucji Step Hurt.
Album jest utrzymany w stylu muzyki hip-hop. Składa się z wersji standardowej (1 CD).
Płyta zadebiutowała na 18. miejscu polskiej listy sprzedaży – OLiS.

## Lista utworów
Opracowano na podstawie materiału źródłowego.
| Młody Bukowski – Wersja standardowa | Młody Bukowski – Wersja standardowa          | Młody Bukowski – Wersja standardowa |
| Nr                                  | Tytuł utworu                                 | Długość                             |
| ----------------------------------- | -------------------------------------------- | ----------------------------------- |
| 1.                                  | „Młody Bukowski”                             | 2:37                                |
| 2.                                  | „Efekt wahadła”                              | 3:01                                |
| 3.                                  | „Pora dla buntowników” (oraz Radzias)        | 4:17                                |
| 4.                                  | „Atramentowe noce”                           | 4:03                                |
| 5.                                  | „Wilki powstaną” (oraz Planet ANM)           | 3:57                                |
| 6.                                  | „Wszystkie pociągi odjechały”                | 2:32                                |
| 7.                                  | „Dopóki” (oraz Penx)                         | 4:05                                |
| 8.                                  | „Klub 22” (oraz VBS, Qbik)                   | 4:47                                |
| 9.                                  | „Szukaj mnie tam” (oraz Kartky)              | 3:33                                |
| 10.                                 | „Puzzle dorosłości”                          | 4:36                                |
| 11.                                 | „Shot me down”                               | 4:36                                |
| 12.                                 | „List pożegnalny (rok później)”              | 4:06                                |
| 13.                                 | „Każdy grzesznik po mnie (dwa lata później)” | 4:29                                |
|                                     |                                              | 50:39                               |

## Pozycja na liście sprzedaży

### Pozycja na liście tygodniowej
| Kraj   | Lista (2017)  | Najwyższa pozycja |
| ------ | ------------- | ----------------- |
| Polska | OLiS – albumy | 18                |